# サラ・ドレーク
サラ・アン・ドレーク（Sarah Ann Drake、1803年7月24日 - 1857年7月9日）は、イギリスの植物画家である。

## 生涯
植物学者の ジョン・リンドリーと同郷のノーフォークのSkeytonで生まれた。1830年に、リンドリーの家に住み込むようになり、ガヴァネス(子女の家庭教師)などを務めたが、徐々にリンドリーの植物学書の図版を描くようになった。1847年に年老いた親族の世話をするために、ノーフォークに帰り、1852年に結婚した。1857年に糖尿病で没したとされる。晩年は画材による中毒に悩まされていた。
リンドリーが命名したラン科の属名、ドラケア属（Drakaea）は、サラ・アン・ドレークを記念している。

## ドレークの植物画

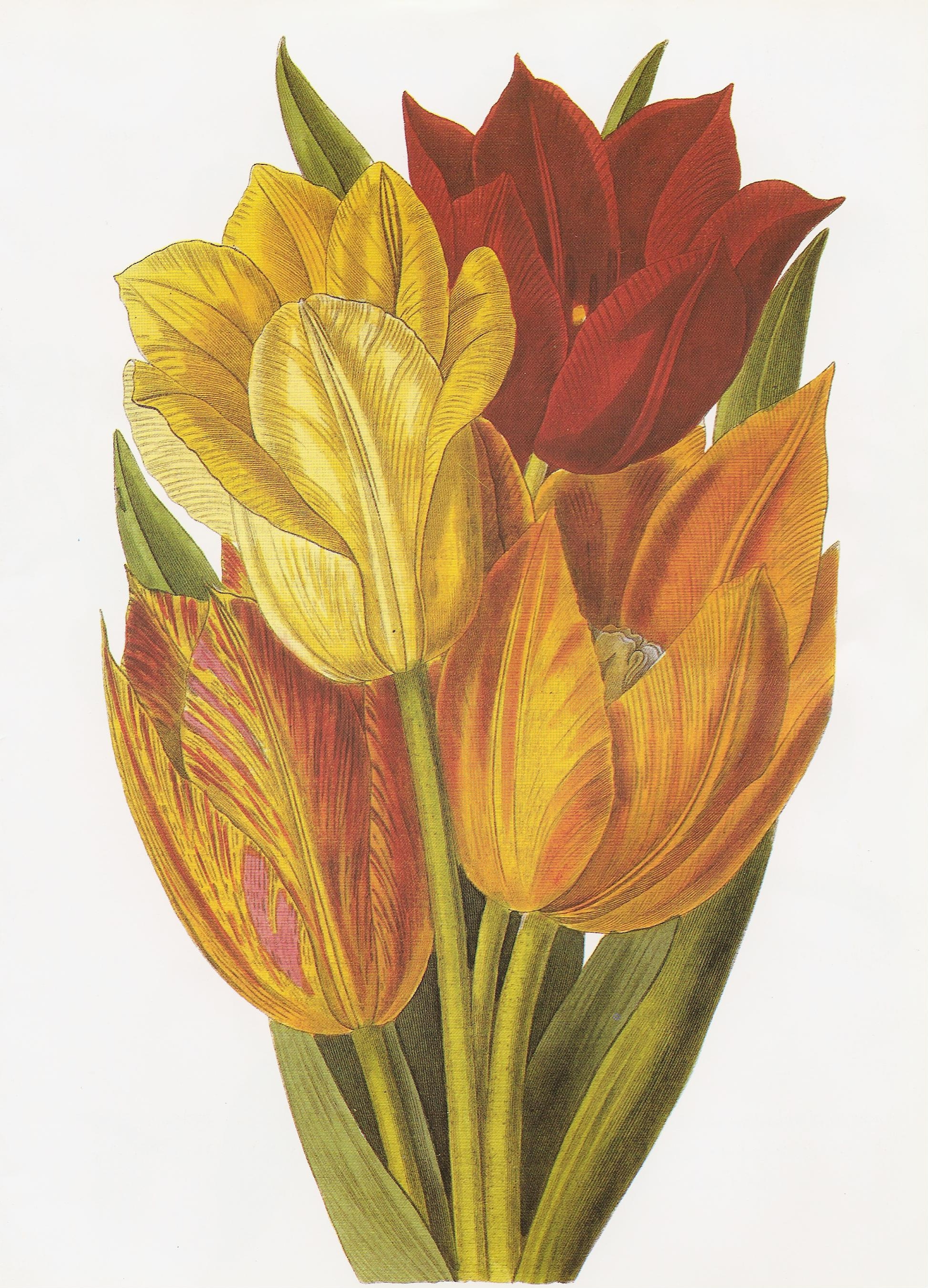
Tulipa scabriscapaの変種
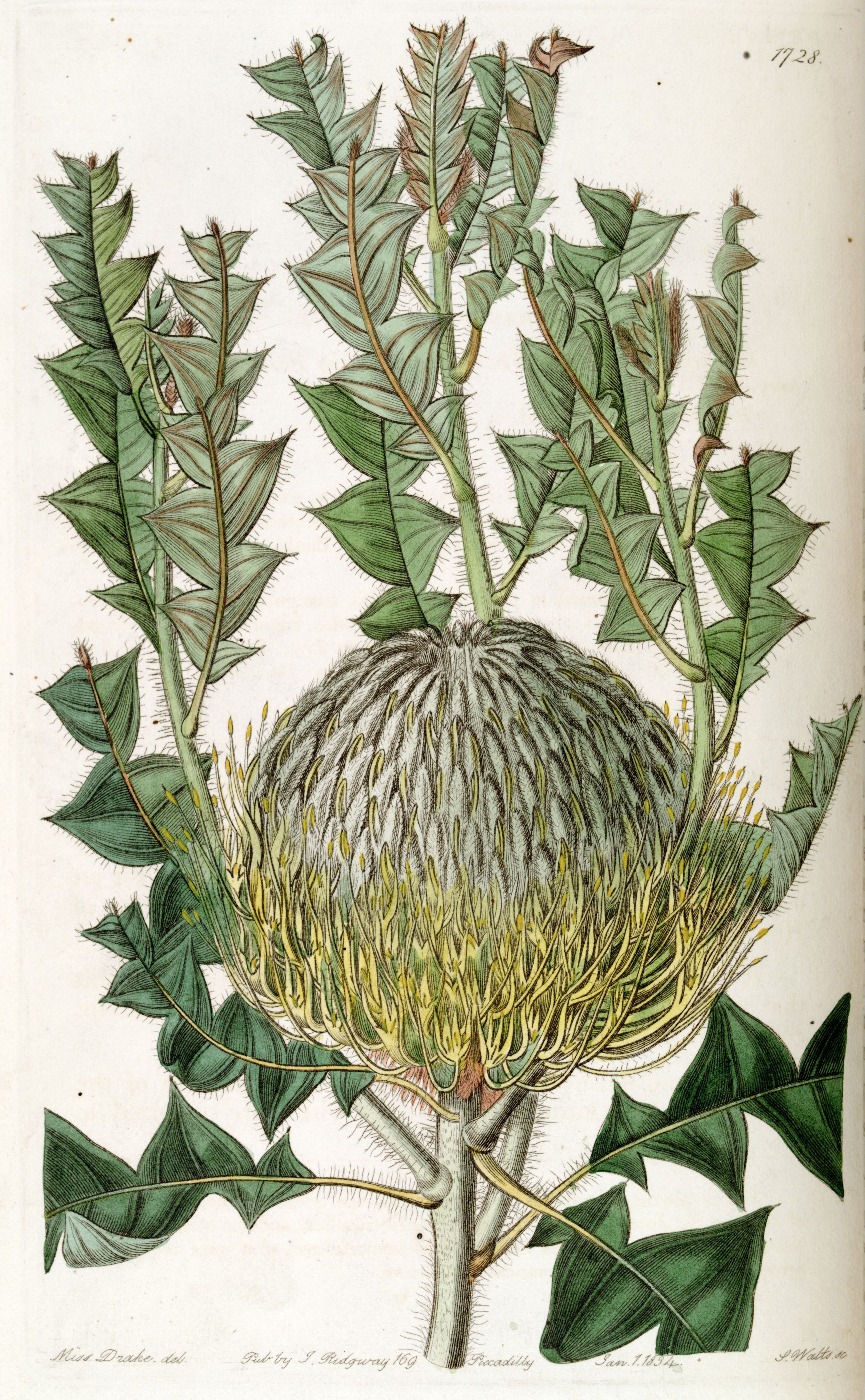
Banksia speciosa
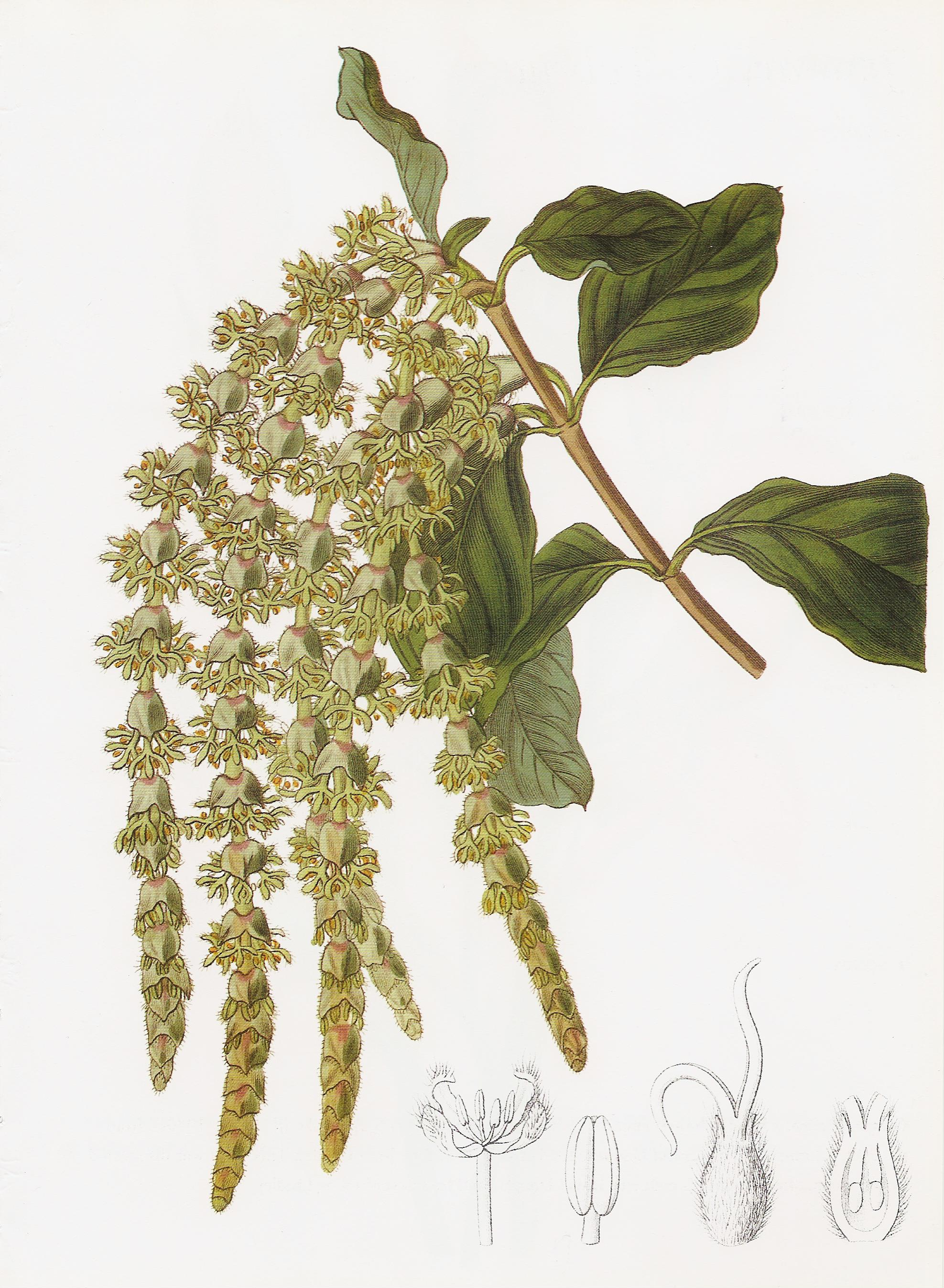
Garrya elliptica
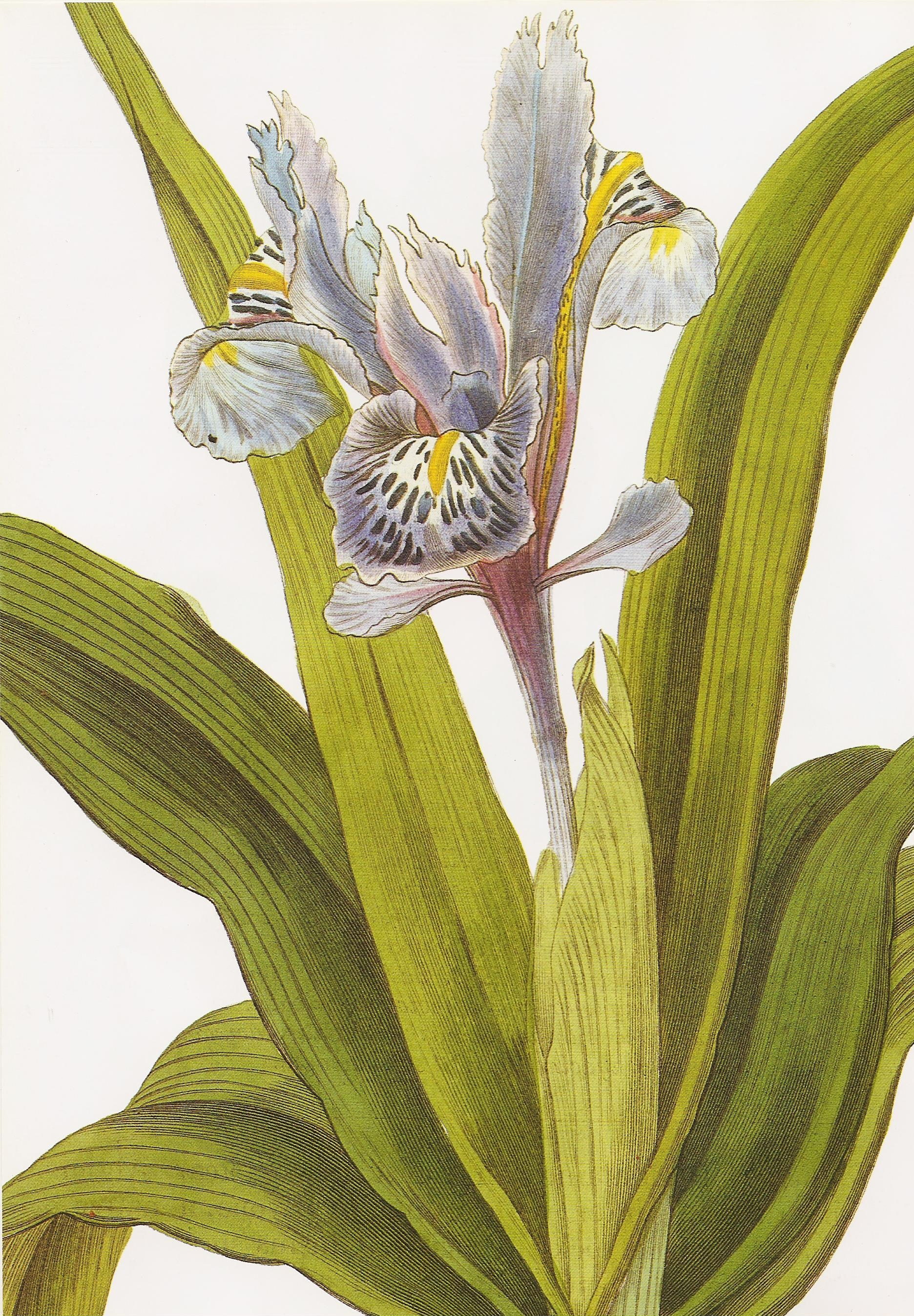
Iris alata (now planifolia)
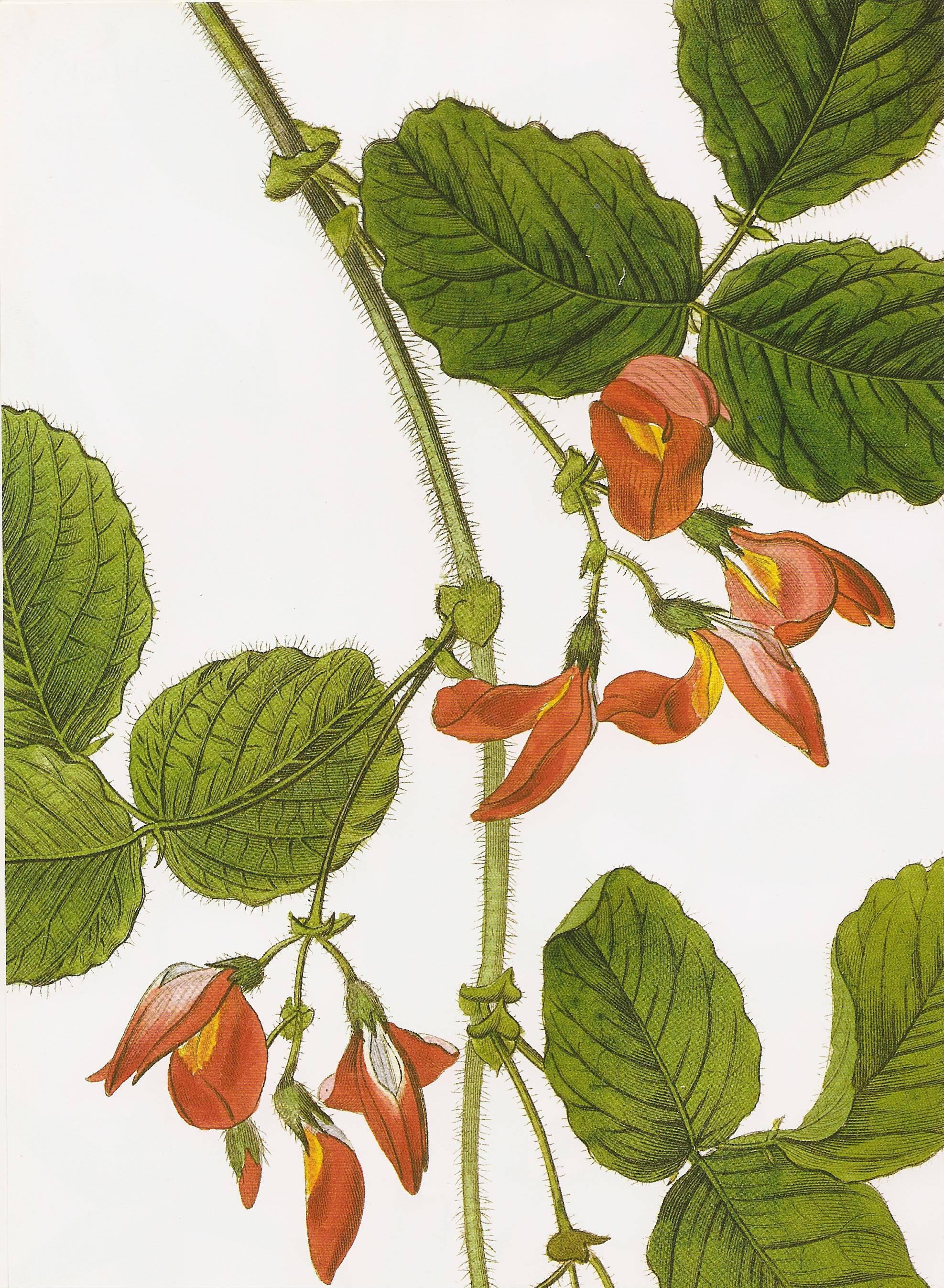
Kennedia prostrata

## ドレークが図版を描いた書籍
- Sertum Orchidaceum
- Bateman, J. The Orchidology of Mexico and Guatemala (1837 - 1843) London
- The Botany of H.M.S. Sulphur (1836 - 1842)
- Wallich, N. Plantae Asiaticae Rariores (1830 - 1832) (Volume 1, Volume 2, Volume 3 (note that the plates nominate the lithographer in all cases, and sometimes the various artists)
- J. Forbes Boyle (1833-1839) Illustrations of the Botany and other branches of the Natural History of the Himalayan Mountains (note that the plates nominate the lithographer in all cases, and sometimes the various artists)
- Edwards's Botanical Register[9]
- Ladies' Botany